# Tuffi ai Giochi della XXV Olimpiade
Si sono svolti 4 eventi: le gare dal trampolino e dalla piattaforma, sia maschili sia femminili.

## Podi

### Uomini
| Evento                      | Oro        | Perform. | Argento     | Perform. | Bronzo         | Perform. |
| Tuffi individuali           |            |          |             |          |                |          |
| Trampolino 3 m (dettagli)   | Mark Lenzi | 676,53   | Tan Liangde | 645,57   | Dmitrij Sautin | 627,78   |
| Piattaforma 10 m (dettagli) | Sun Shuwei | 677,31   | Scott Donie | 633,63   | Xiong Ni       | 600,15   |

### Donne
| Evento                      | Oro        | Perform. | Argento        | Perform. | Bronzo           | Perform. |
| Tuffi individuali           |            |          |                |          |                  |          |
| Trampolino 3m (dettagli)    | Gao Min    | 572,40   | Irina Laško    | 514,14   | Brita Baldus     | 503,07   |
| Piattaforma 10 m (dettagli) | Fu Mingxia | 461,43   | Elena Mirošina | 411,63   | Mary Ellen Clark | 401,91   |

## Medagliere
| Posizione | Paese             | Oro | Argento | Bronzo | Totale |
| --------- | ----------------- | --- | ------- | ------ | ------ |
| 1         | Cina              | 3   | 1       | 1      | 5      |
| 2         | Stati Uniti       | 1   | 1       | 1      | 3      |
| 3         | Squadra Unificata | 0   | 2       | 1      | 3      |
| 4         | Germania          | 0   | 0       | 1      | 1      |
| Totale    | Totale            | 4   | 4       | 4      | 12     |